# Margareta Puhar
Margareta Puhar, rojena kot Marija Puhar, ustanoviteljica in prva vrhovna predstojnica redovne kongregacije Šolskih sester sv. Frančiška Kristusa Kralja, * 6. marec 1818, Janžev Vrh, † 6. marec 1901, Maribor.
Marija Puhar se je rodila 6. marca 1818 materi Tereziji in očetu Jožetu na Velikem Janževem vrhu v Župniji Kapela pri Radencih. Bila je druga od 7 sester. Marija se je srečala z revščino v domačih skromnih razmerah in v slovenski župnijski šoli. Pri stricu v Deutschlandsbergu, lastniku velikega posestva in pivovarju, je postala skrbna in vestna gospodinja.
Leta 1844 so jo sestre v Algersdorfu sprejele v noviciat in ji dale ime Margareta. Izučila se je šivanja, ročnih del in izdelovanja cerkvenih oblačil.
Odločila se je za življenje skupnosti v Frančiškovem duhu in utemeljila duhovnost nove mariborske kongregacije. Ob njeni smrti 6. marca 1901 je bilo v kongregaciji 168 sester. Bila je prva Slovenka, ki je ustanovila kakšno redovno skupnost.